# هارشاد ميهتا
كان هارشاد شانتيال ميهتا سمسار بورصة هندي. تورط ميهتا في عملية احتيال الأوراق المالية الهندية عام 1992 جعله سيئ السمعة كمتلاعب بالسوق. على الرغم من أن بعض الخبراء الماليين، كما أوردت صحيفة الاقتصادية، يعتقدون أن هرشاد ميهتا لم يرتكب أي احتيال؛ لقد استغل ببساطة الثغرات في النظام.
من بين 27 تهمة جنائية وجهت إليه، أدين فقط بأربعة تهم، قبل وفاته (بنوبة قلبية مفاجئة) عن عمر يناهز 47 عامًا في عام 2001. وزُعم أن ميهتا انخرط في مخطط ضخم للتلاعب في الأسهم تم تمويله من خلال إيصالات بنكية لا قيمة لها، توسطت فيها شركته في معاملات «جاهزة للأجل» بين البنوك. أدين ميهتا من قبل محكمة بومباي العليا والمحكمة العليا في الهند  لدوره في فضيحة مالية تقدر قيمتها بـ 100 مليار روبية هندية (1.7 مليار دولار امريكي) التي حدثت في بورصة بومباي. كشفت الفضيحة عن الثغرات الموجودة في النظام المصرفي الهندي ونظام معاملات بورصة بومباي، وبالتالي قدم مجلس الاوراق المالية والبورصة بالهند قواعد جديدة لتغطية تلك الثغرات. كان في محاكمة لمدة 9 سنوات، حتى توفي في نهاية عام 2001.

## النشأة
ولد هارشاد شانتالال ميهتا  في 29 يوليو 1954، في بانيلي موتي، مقاطعة راجكوت، في عائلة غوجاراتية جاين. قضى طفولته المبكرة في غاتكوبار، حيث كان والده رجل أعمال صغير في صناعة النسيج. في وقت لاحق، انتقلت العائلة إلى رايبور، ماديا براديش (الآن تشهاتيسجاره).

## التعليم
أجرى دراسته المبكرة في مدرسة جانتا العامة، المعسكر 2 بهيلاي. من عشاق لعبة الكريكيت، لم يُظهر ميهتا أي وعد خاص في المدرسة وجاء إلى مومباي بعد دراسته للدراسة والبحث عن عمل. أكمل ميهتا درجة البكالوريوس في عام 1976 من كلية لالا جاباتراي في مومباي وعمل في عدد من الوظائف الفردية على مدار السنوات الثماني التالية.

## العمل والحياة
الوظائف، غالبًا ما تتعلق بالمبيعات، بما في ذلك بيع الجوارب والأسمنت وفرز الماس. بدأ ميهتا حياته المهنية كمسؤول مبيعات في مكتب مومباي لشركة التأمين الهندية الجديدة المحدودة. خلال هذا الوقت، أصبح مهتمًا بسوق الأسهم وبعد أيام قليلة، استقال وانضم إلى شركة وساطة. في أوائل الثمانينيات، انتقل إلى وظيفة كتابية ذات مستوى أدنى في شركة الوساطة هارجيفانداس نيميداس للأوراق المالية حيث عمل كصاحب عمل لدى السمسار براسان برانجيفانداس الذي اعتبره «المعلم».
على مدى عشر سنوات، ابتداءً من عام 1980، شغل مناصب ذات مسؤولية متزايدة في سلسلة من شركات الوساطة. بحلول عام 1990، كان قد ارتقى إلى مكانة بارزة في صناعة الأوراق المالية الهندية، حيث وصفته وسائل الإعلام (بما في ذلك المجلات الشعبية مثل بيزنس توداي) بأنه «أميتاب باتشان من سوق الأوراق المالية».